# Лимита (Алёна Апина)
«Лимита́» — музыкальный спектакль, концертная программа, концертный альбом и видеоальбом российской певицы Алёны Апиной, представленные в 1994—1996 годах.
Произведение рассказывает 13 историй о приехавших покорять столицу девушках-лимитчицах, каждую из которых сыграла Апина. Стихи для большинства песенных номеров написал Михаил Танич. Основным композитором выступил Сергей Коржуков, режиссёром спектакля — Дмитрий Астрахан, а сценографом — Борис Краснов. Премьера «Лимиты» состоялась 28 декабря 1994 года в Москве на сцене ГЦКЗ «Россия» с участием 40 драматических актёров (среди них тогда ещё начинающие Андрей Федорцов, Анатолий Журавлёв, Анна Банщикова и уже признанные Валентин Букин и Валерий Никитенко). Впоследствии Апина приняла решение упростить спектакль, превратив его в своеобразную концертную программу с актёрской массовкой. Несмотря на всю масштабность, дороговизну и рискованность проекта для того времени, выручка от него пошла на благотворительность (таковы были условия его спонсора — АО «МММ»).
Пройдя с аншлагами в Москве и Санкт-Петербурге, «Лимита» не показывалась в остальной России из-за сложности перевозки декораций и отсутствия подходящих залов. Концертный альбом, записанный в ходе московской премьеры спектакля, и телеверсия произведения вышли в 1995 году, а видеоверсия на VHS — в 1996 (все три релиза включали только песенные номера, без диалогов и авторских подводок). В целом проект стал одним из самых амбициозных в карьере Апиной и был в основном благосклонно принят критикой. Развлекательной прессой «Лимита» иногда позиционируется как первый российский мюзикл. Сами же авторы обозначали жанр своей работы как «поп-роман». Вдобавок Танич называл её двоюродной сестричкой «Лесоповала». Широкая публика соприкоснулась с «Лимитой» прежде всего через композицию «Узелки», ставшую хитом 1994—1995 годов, лауреатом «Песни года '95», и снятый на неё популярный видеоклип.

## Предыстория
Концептуальный цикл «Лимита», состоявший из 17 песен на стихи Михаила Танича, появился в начале 1990-х годов. Сборник объединял истории о счастливых и горестных судьбах девушек, пожелавших перебраться из маленьких городков в столицу, чтобы устроить свою жизнь. Проект задумывался как некая производная от основанной Таничем ранее группы «Лесоповал» с одной стороны и своеобразная альтернатива российской эстраде той эпохи с другой: «Ну что за героини сегодня в попсовых песнях? Всё это жвачка какая-то!», — говорил поэт, объясняя почему в очередной работе решил рассказать о «живых девочках с живой судьбой», приезжающих по лимиту в Москву и Санкт-Петербург. При этом произведение не рассчитывалось на какую-то определённую певицу — под него планировалось найти и раскрутить неизвестную артистку. Так, ранний вариант цикла исполнила начинающая певица Галина Мартова. В её магнитоальбом «Лимита» (1992) вошли 11 песен: по три стихотворения положили на музыку Сергей Коржуков и Аркадий Укупник, а остальные пять — Евгений Кобылянский. Данный релиз однако не был замечен широкой публикой и прессой. В конце концов «Лимита» пролежала в столе у Танича два года — поэт никак не мог найти подходящую певицу, способную искренне и правдиво сыграть то, что отчасти было пережито им самим. За это время несколько песен из цикла разошлись по отдельности различным артистам.
Когда случай свёл Танича с Алёной Апиной, поэт счёл, что наконец встретил певицу, способную воплотить его идеи в жизнь. К 1994 году та уже покинула гёрлз-бэнд «Комбинация» и успешно строила сольную карьеру. «Для меня Леночка — артистка долгожданная, давно хотелось на песенной дорожке повстречаться. Как никто моя певица: ироничная, умная, легкая — стебовая. И без меня прекрасно состоялась, а вот всё же пригодились друг другу», — писал поэт. Согласно Апиной, Танич в некотором роде достался ей по наследству. Он сотрудничал с Вячеславом Малежиком, чьим администратором в прошлом являлся её муж и продюсер Александр Иратов. Последний и познакомил артистку с поэтом, что год спустя вылилось в совместный проект. Придя однажды домой к певице, Танич и Коржуков показали ей «Лимиту». Больше всего из этого цикла Апиной понравилась песня «Узелки». Композиция отличалась простой понятной мелодией и запоминающимся припевом: «Узелок завяжется, узелок развяжется, а любовь она и есть — только то, что кажется». «Я сказала: „Всё-всё-всё, вот эту я беру!“. А Танич говорит: „Нет, не берёшь“. Я говорю: „Почему?“. „Потому что она одна не отдается, она отдаётся с гарниром“», — вспоминала артистка. В итоге Апина приобрела «Лимиту» целиком. Всего ей досталось 13 песен. Музыку к девяти из них сочинил Коржуков, к трём Кобылянский и к одной Укупник, а один из текстов написала жена Танича, Лидия Козлова.
Между тем, по словам Апиной, на её решение взяться за проект повлияло не только желание заполучить «Узелки». Помимо этого, ей было просто лестно услышать от такого мэтра как Танич, что она та самая певица, ради которой «Лимита» так долго пылилась на полке. Кроме того, сюжет цикла оказался в целом близок артистке, и она до некоторой степени увязывала его с собственной судьбой. Окончив музыкальное училище по специальности фортепиано и отучившись курс в консерватории на факультете народного пения, Апина, аналогично девушкам из произведения Танича, в конце 1980-х годов приехала в Москву из провинциального города — Саратова. «Мне хотелось рассказать о том, что я пережила, когда начинала карьеру эстрадной певицы, что когда-то передумала и перечувствовала, чтобы слушатель перестрадал моей болью и моими печалями и порадовался моим маленьким победам», — объясняла исполнительница. Вместе с тем она подчёркивала, что в данном случае речь идёт о собирательном образе провинциалки и ничего из событий, происходивших с героинями «Лимиты», с ней лично не случалось. При этом в отдельных песнях из сборника Апина усматривала параллели с историями реальных людей, встречавшихся ей по жизни. Например, композиция «Попутка» перекликались с трагической судьбой женщины, у которой она снимала квартиру, когда в составе «Комбинации» перебралась в столицу.

## Спектакль и альбом

### Задумка и подготовка
Впоследствии Апина и Танич решили пойти дальше и поставить по «Лимите» настоящий музыкальный спектакль. На этот рискованный по тем временам шаг певицу толкнуло желание выделиться — придумать и застолбить новый жанр современной музыки, своего рода роман в песнях, который она окрестила «поп-романом». Ещё до премьеры было решено, что «Узелки» станут главной композицией цикла, и Апина записала её в студии с аранжировками Андрея Косинского. В сентябре 1994 года режиссёр Даниил Мишин снял на песню минималистичный видеоклип и на момент премьеры мюзикла она уже была хитом. По мере попыток найти средства на амбициозную постановку, «Лимита» получила поддержку Елены Мавроди и спонсором проекта в итоге стала компания АО «МММ». «Очень понравился жене Мавроди какой-то там Ленин концерт, на котором она была. И она уговорила мужа, они спонсировали нас», — объяснял тогдашний продюсер и супруг Апиной Александр Иратов. При этом, по условиям спонсорства, полученные от реализации билетов на «Лимиту» деньги направлялись детским домам и приютам, домам инвалидов и престарелых, а вход на последний из трёх премьерных концертов в Москве являлся бесплатным для детей-сирот и воинов-афганцев.
Взяться за сценическое воплощение «Лимиты» согласился режиссёр Дмитрий Астрахан, мечтавший попробовать себя в непривычном жанре на стыке эстрады и драматического искусства. На тот момент он уже был известен постановкой фильмов «Изыди!» и «Ты у меня одна», являлся лауреатом многих кинофестивалей и возглавлял Акимовский театр комедии. Соединить воедино рассказанные в спектакле 13 микроисторий о девочках-лимитчицах, каждую из которых сыграла Апина, режиссёру помог его постоянный соавтор по театру и кино, сценарист Олег Данилов. Истории эти, по словам, Астрахана, объединены темой «одиночества, тоски, неприкаянности людей, случайно забредших в Москву, не имеющих пристанища, лишенных тепла». Концепцию произведения он описал как «поп-роман с элементами сказки и новогодним лучом надежды в финале». В случае успеха спектакля, режиссёр намеревался снять на его основе игровую картину с Апиной в главной роли. Сценографией «Лимиты» занялся художник Борис Краснов. Музыкальным руководителем и аранжировщиком проекта выступил Косинский (вдобавок к этой постановке и ряду популярных песен, его сотрудничество с Апиной затем вылилось в ещё одну концептуальную работу — «Ещё раз про любовь»).

### Премьера и эволюция
Намеченная на конец декабря 1994 года премьера «Лимиты» однако чуть не сорвалась: 18 числа того же месяца на 81-м км. Ленинградского шоссе по пути на гастроли в Тверь Апина и Иратов на своём Мерседесе попали в серьёзную аварию. Певица получила сотрясение мозга и тверские выступления ей пришлось отменить. «А 28 — 29-го у меня „сольники“. В голове шумит, коленки как два синих воздушных шара…», — описывала она своё состояние. Тем не менее премьера спектакля в ГЦКЗ «Россия» состоялась и прошла с аншлагом. Сочинённое Астаханом и Даниловым сквозное действо с рядом историй и интермедий вместе с Апиной разыграли артисты из театров Москвы и Санкт-Петербурга. Среди них были как только начинавшие карьеру Анна Банщикова, Анатолий Журавлёв и Андрей Федорцов, так и уже признанные — Валентин Букин и Валерий Никитенко. Всего в постановке участвовали 40 драматических актёров. Действие произведения разворачивалось в декорациях общаги, символически изображавших социальное дно Москвы. Музыкальное сопровождение спектаклю обеспечивал малый рок-ансамбль, зачастую игравший меланхоличные вальсоподобные гитарные мелодии. В первом отделении исполнялись песни непосредственно из цикла «Лимита», а во втором — лучшие из прошлых хитов Апиной. Таким образом по ходу шоу происходила сказочная трансформация лимитчицы в популярную певицу.
Однако сама Апина по итогам премьеры сочла, что публика «Лимиту» не приняла. «После первого спектакля я сказала, что больше не выйду, потому что люди не поняли что это. И был такой испуг, такой страх», — вспоминала она. По словам Астрахана, причиной подобных впечатлений у певицы стала новизна самой формы произведения, а также её непривычность для Апиной как эстрадной исполнительницы: «Артист театральный понимает, что идёт спектакль, в конце которого будут аплодисменты. А певец предполагает, что после каждой песни он должен получить овацию. А тут её нет. Что такое?! И сразу у них возникает чувство истерики». В конечном счёте артистка приняла решение спектакль упростить, трансформировав его в своеобразную концертную программу с костюмированным актёрским кордебалетом, обыгрывавшим содержание каждой песни. В этом варианте уже отсутствовали многократные переодевания Апиной, а между песнями звучали только небольшие текстовые подводки, которые зачитывала сама певица. Именно в таком виде «Лимита» затем была представлена в Санкт-Петербурге, где один из концертов посетила Алла Пугачёва, не сумевшая попасть на московскую премьеру (по итогам она написала на него рецензию в собственном журнале «Алла»).
На гастроли с «Лимитой» по всей России певица однако решила не ехать, прежде всего, из-за сложностей с перевозкой декораций и отсутствия в провинции подходящих залов. «Хорошо помню последний концерт в Санкт-Петербурге, когда мы давали последнюю „Лимиту“. Я вышла перед спектаклем на сцену и сказала: „Ребята, давайте запомним эту секунду. Вот сейчас мы отыграем, и этого больше не будет никогда“», — вспоминала Апина. Тем не менее для того, чтобы к произведению могла приобщиться самая широкая публика, была выпущена специальная телеверсия. Её, как и видеоклип на песню «Узелки» ранее, снял Даниил Мишин (на 35-мм киноплёнку во время московских выступлений в ГЦКЗ «Россия» в декабре 1994 года). Между тем одна из прозвучавших в «Лимите» песен, «Пол-коечки», стала причиной недоразумения. Через третьи руки кассета с материалом Танича попала к жившей тогда в США Любови Успенской — не зная, что композицию уже приобрела и исполняет Апина, она записала свою версию под названием «Рябиновая настоечка». Узнав об этом, поэт поспешил урегулировать ситуацию компромиссом — было решено, что песня войдёт в грядущий альбом Апиной по мотивам «Лимиты», но Успенская сможет исполнять её на своих выступлениях.
Концертный диск Апиной с песнями из «Лимиты» вышел в 1995 году. Релиз включал уже знакомые публике 13 композиций — коротеньких новелл о встречах расставаниях, надеждах и потерях в непривычной для героинь столичной обстановке. Материал записывался во время премьерного спектакля в ГЦКЗ «Россия» и, по словам Косинского, не потребовал значимой доработки в студии. Единственным студийным треком в альбоме стали «Узелки». «Я была первая вообще поп-певица [в России], которая записала весь альбом прямо со сцены, с колёс. У меня фонограммы нет, у меня минуса нет, чтобы в караоке даже что-то поставить. Вот как мы на сцене спели, записали её, вот в таком виде вышел альбом», — поясняла Апина. Проект достиг строчки № 2 в ежемесячном чарте магнитоальбомов «Музыкального Олимпа» ТАСС и вошёл в ежемесячный хит-парад Top 20 Albums «Звуковой дорожки МК». В 1996 году на VHS вышла видеоверсия «Лимиты».

## Оценки и рецензии

### Отзывы прессы
Вспоминая «Лимиту» в 2016 году, музыкальный критик Илья Легостаев отметил, что решение о создании этого музыкального спектакля являлось шагом весьма рискованным: как сделать из песенного цикла полноценное концертное шоу в 1990-е мало кто знал — прецедентов попросту не было. В этом же свете развлекательной прессой данная постановка иногда позиционируется как первый российский мюзикл или предвестник таковых. Музыкальный документалист Иван Цыбин в 2015 году в своей программе «Закрома родины» представил «Лимиту» как «первый мюзикл на постсоветском пространстве». Вместе с тем музыкальный обозреватель журнала «Пульс» Андрей Тарасов в 1996 году пришёл к выводу, что данный спектакль, вероятно, ошибочно причислять к мюзиклам, и он справедливо, хотя и непривычно, назван авторами поп-романом. «Существует ведь явление, именуемое рок-оперой, ничего общего не имеющее ни с роком, ни с оперой. Есть и мюзиклы, по определению не подходящие ни под концерт, ни под спектакль. Потому „Лимита“ — поп-роман…», — заключил он. Аналогичным образом журналист газеты «Труд» Леонид Васильев, подчёркивая нестандартность задуманного Апиной и Михаилом Таничем «своеобразного песенно-драматического спектакля», в 1994 году написал: "Знаком ли вам такой жанр — поп-роман? Боюсь, что нет. Потому что до недавнего времени его просто не существовало в природе.
Обозреватель журнала «Алла», Алла Пугачёва, посетившая «Лимиту» в Санкт-Петербурге, положительно оценила работу Апиной на сцене, отметив, что та сделала всё зависящее от неё добротно: пела хорошо, живьём, для полного зала и выглядела очень мило, несмотря на пережитую незадолго до спектакля тяжелую автокатастрофу. Во втором акте, по словам Пугачёвой, певица и вовсе была «родная, своя, хорошо знакомая» настолько, что ей вновь захотелось послушать «Ксюшу» и «Леху». Зритель, по наблюдению Пугачёвой, тоже принял второе отделение на «ура». Говоря о сюжете, она сочла, что в цикле идёт речь о лимите времён молодости Танича, поскольку тексты песен несут выраженный отпечаток именно той эпохи. При этом Пугачёва сделала ряд замечаний в адрес тех, кто непосредственно выстраивал программу. Так, по её мнению, если Апина не чувствовала контакта со зрителем, можно было найти «особое решение», а не упрощать спектакль до концерта (Пугачёва выразила сожаление, что не попала на московскую премьеру, где «Лимита» шла в полном варианте). Из других недостатков она отметила «скандирующий барабан», подстегивающий людей к аплодисментам между песнями. Кроме того, по её мнению, до выхода программы плюс к «Узелкам» стоило спеть ещё пару подобных песен, чтобы лучше подготовить слушателя к материалу. «Честно скажу, чудо для меня не состоялось. Но осталось ожидание чуда от этой певицы. Я поверила в её силы», — резюмировала Пугачёва, отметив, что до выхода «Узелков» была к творчеству Апиной в целом равнодушна.
Музыкальный обозреватель журнала «Пульс» Андрей Тарасов, описывая свои впечатления от «Лимиты» (не уточнив, какой вариант постановки он посетил), отметил, что слушая и наблюдая спектакль из зала, кажется, что Апиной легко и просто петь буквально все песни — вероятно потому что их сюжеты на самом деле ей близки, а описываемые чувства и события происходили или с ней, или же могли произойти с кем угодно. «Эстрадная примадонна свободно вошла в образ, прочувствовала написанное поэтом и воплотила задуманное именно так, как подсказывало ей сердце, как того заслуживали эти прекрасные, обаятельно-притягательные песни», — написал журналист. При этом, по его оценке, даже с учётом сокращения цикла с изначальных 17 до 13 песен, спектакль не утратил цельности.
Музыкальный журналист Михаил Садчиков, побывавший на петербургской премьере спектакля, отметил, что вопреки предположениям скептиков, странное название «Поп-роман „Лимита“» не отпугнуло поклонников Апиной — напротив, БКЗ «Октябрьский» скорее был даже переполнен. Рецензент выделил броские и выразительные декорации Бориса Краснова — вытянутые фанерные силуэты московских домов, обрамлявшие типичную комнату в общаге (причем гитаристы, по замечанию Садчикова, в первом отделении играли не поднимаясь с кроватей). «Во втором отделении декорация общаги эффектно взмыла в воздух, и на обломках выросла шикарная комната, откуда явилась уже не лимитчица Ленка в джинсах и рубашечке, а звезда эстрады, законная жена известного продюсера, претендующего на „Овацию-94“, Алёна Апина в своем новом роскошном наряде — чёрном платье-мини, расшитом золотом, с невероятными разрезами», — обрисовал дальнейшее развитие представления журналист. При этом, если в московская премьера «Лимиты» прошла непросто (зритель воспринял с прохладцей некоторые находки постановщика и спектакль пришлось менять на ходу, упрощая канву), то в Санкт-Петербург «Лимита», по оценке Садчикова, приехала уже «в полном порядке». Так, согласно журналисту, певица была весьма органична как в песнях Сергея Коржукова на стихи Танича, так и в блиц-монологах между музыкальными номерами.
Обозреватель газеты «Аргументы и факты», признавая чувство юмора и кич певицы, написал, что в «Лимите» она всё же себя переоценила, позаимствовав и тут и там интонации у Пугачевой: «Получается смешно — ни по тембру голоса, ни по силе Апина на Пугачеву не тянет, а попытки настойчивы». Вспоминая спектакль в 1998 году, музыкальный журналист Сергей Соседов счёл название «Лимита» оскорбительным для Апиной, поскольку в силу «особенностей восприятия нашей публики» героиня спектакля отождествляется с самой артисткой. Освещение темы лимиты в том виде, в котором оно происходит в постановке, критик расценил как часть тренда среди российских эстрадных певиц на «упивание своей порочностью». В связи с этим Соседов задался вопросом: «Не пора ли уже эту лимиту осудить?». В то же время журнал «Огонёк» в 1995 году упомянул проект Апиной в связи с отменой в России несколькими годами ранее института лимитной прописки — как одно из произведений, подводивших черту под темой лимиты: «Эпоха „лимиты“ завершилась. Она стала достоянием маскульта: от фильма „Москва слезам не верит“ до концертной программы „Лимита“ Алёны Апиной и модного фильма Дениса Евстигнеева с тем же названием», — констатировал обозреватель.

### Мнения создателей
По словам Дмитрия Астрахана, постановку «Лимиты» сильно осложняло отсутствие у него тогда опыта работы в шоу-бизнесе, при этом сама форма, в которой был построен спектакль, в те времена была незнакомой в принципе. Говоря о решении Апиной после премьеры упростить произведение, он отметил, что подобного поворота можно было легко избежать. Однако, по его наблюдению, у певицы «страх выйти на второй такой спектакль был больше, чем желание эксперимента». «Алёна очень хорошая исполнительница и очень талантливый человек. Она себя немножко обокрала сама тем, что мы этот спектакль не довели, я считаю, до конца. Он мог быть другого класса. И родился бы тогда театр Алёны Апиной», — пояснил режиссёр. В свою очередь Борис Краснов охрактеризовал спектакль как «очень хороший, очень интересный и очень своевременный» для российского народа, поскольку в то время, по его мнению, «все переживали некую сказку про Золушку».
Сам Михаил Танич, позиционировавший «Лимиту» как «двоюродную сестричку „Лесоповала“», оценивал получившуюся в итоге программу положительно. Вместе с тем он остался недоволен тем, что в песне «Пропиши меня, Москва» был изменён припев, а сама композиция в целом стала грустной, хотя изначально задумывалась весёлой. «Получилось пафосно и некрасиво», — счёл поэт. Апина так вспоминала эту историю: «Михаил Исаевич бился за каждое слово. Я поменяла там два слова в финальной песне „Пропиши меня, Москва“. Хорошо у него оружия не было холодного или горячего в руках. Он сказал, что никогда больше не сметь трогать ни буквы. Всё, это я поняла на всю жизнь». Ниже приведёны оригинальный припев Танича и финальный вариант Апиной соответственно:
Пропиши меня, Москва,
На Шарикоподшипнике,
На Арбате, где поют
И торгуют хипники!
Где швыряют тыщами,
Как сорили трёшками,
Там, где Ельцин с Горбачёвым

Сделались матрёшками!
Пропиши меня, Москва,
Там, где Площадь Красная,
На Таганке, на Лесной —
Я на всё согласная.
Я тебя не подведу,
Буду только радовать,
Буду песни о тебе

Я и петь, и складывать.
В целом Апина оценила роль проекта «Лимита» в своей карьере следующим образом: «То богатство под названием „Лимита“, которое он [Танич] мне подарил, и песня „Узелки“ — это, конечно, корона. После этого уже выросла корона на голове. То есть я стала уже такой народной-народной певицей». Вместе с тем возможность возрождения «Лимиты» артистка отвергает. По её мнению, даже в 1994 году они с Таничем несколько опоздали, поскольку тема лимиты пошла на спад — в стране были уже совсем другие реалии. Кроме того, ранее она была подробно раскрыта в других художественных произведениях. Нынешняя же публика, как полагает певица, тем более не поймёт о чём речь, и суть самого явления людям придётся подробно объяснять. Менять название цикла или иным образом адаптировать его под современность она также считает невозможным в память о Таниче, который при жизни не терпел посторонних вмешательств в свои работы.

## Трек-лист
| №                   | Название                  | Текст песни         | Музыка              | Длительность |
| ------------------- | ------------------------- | ------------------- | ------------------- | ------------ |
| 1.                  | «Девятиметровушка»        | М. Танич            | С. Коржуков         | 3:38         |
| 2.                  | «Попутка»                 | М. Танич            | С. Коржуков         | 2:51         |
| 3.                  | «Пол-коечки»              | М. Танич            | С. Коржуков         | 3:48         |
| 4.                  | «Вечеринка»               | М. Танич            | Е. Кобылянский      | 4:28         |
| 5.                  | «СП»                      | М. Танич            | С. Коржуков         | 3:11         |
| 6.                  | «Танцплощадка»            | Л. Козлова          | С. Коржуков         | 3:34         |
| 7.                  | «Конкурс красоты»         | М. Танич            | С. Коржуков         | 4:31         |
| 8.                  | «Не привыкай»             | М. Танич            | С. Коржуков         | 3:32         |
| 9.                  | «Парень из нашего города» | М. Танич            | С. Коржуков         | 4:22         |
| 10.                 | «Узелки»                  | М. Танич            | С. Коржуков         | 3:10         |
| 11.                 | «Женька-спонсор»          | М. Танич            | Е. Кобылянский      | 3:32         |
| 12.                 | «Хит-парад»               | М. Танич            | А. Укупник          | 4:08         |
| 13.                 | «Пропиши меня, Москва»    | М. Танич            | Е. Кобылянский      | 4:44         |
| Общая длительность: | Общая длительность:       | Общая длительность: | Общая длительность: | 35:13        |

## Форматы
- Мюзикл / концертная программа (28—30 декабря 1994, ГЦКЗ «Россия» и 13—15 января 1995, БКЗ «Октябрьский»)
- Концертный альбом (CD — Jeff Records, MC — Image Records, 1995)
- Телеверсия (1-й канал Останкино, 1995)
- Видеоверсия (VHS, Студия «Союз», 1996)

## Персонал
- Режиссёр: Дмитрий Астрахан
- Декорации: Борис Краснов
- Продюсирование: Александр Иратов
- Аранжировщик и музыкальный руководитель: Андрей Косинский
- Звукорежиссёр: Сергей Ремезов
- Бэк-вокал: группа «Москва — Транзит»

Группа Алёны Апиной «Комби»:
- Гитара: Алексей Туманов
- Бас-гитара: Максим Горбунов
- Клавишные: Наиль Бикбаев
- Ударные: Ренат Садеков

При поддержке Санкт-Петербургского театра комедии имени Н. П. Акимова.

## Позиции в чартах
Ежемесячные чарты
| Чарт (1995)                                      | Высшая позиция | Прим.  |
| ------------------------------------------------ | -------------- | ------ |
| Россия, Музыкальный Олимп ТАСС, «Магнитоальбомы» | 2              | [ 43 ] |
| Россия, Звуковая дорожка МК, Top 20 Albums       | 13             | [ 44 ] |

## Видеоматериалы
- Илья Легостаев (21 февраля 2016). «Узелки». Песня с историей. Москва 24.
- Иван Цыбин (6 августа 2015). Алёна Апина — «Узелки». Закрома Родины. Пятый канал.
- Алёна Апина. Давай Так (фильм-концерт, фрагмент о «Лимите»). ТВЦ. 9 сентября 2019.
- Алёна Апина. А любовь она и есть… (документальный фильм, фрагмент о «Лимите»). Первый канал. 9 января 2015.

## Полезные ссылки
- Телеверсия «Лимиты» (только песни, без диалогов и авторских подводок) на YouTube
- Ток-шоу «50х50»: «Лимита» Алёны Апиной (песни, комментарии Апиной, Танича, Иратова и прочих) на YouTube
- Архивная страница альбома «Лимита» на официальном сайте Алёны Апиной (аннотация и трек-лист)
- Заметка о работе над проектом на сайте аранжировщика и музыкального руководителя «Лимиты» Андрея Косинского